# 皇建 (北齐)
皇建（560年八月—561年十一月）是北齊孝昭帝高演的年号，歷時年餘。

## 纪年
| 皇建 | 元年  | 二年  |
| ---- | ----- | ----- |
| 公元 | 560年 | 561年 |
| 干支 | 庚辰  | 辛巳  |

## 參看
- 中国年号索引
  - 其他使用皇建年號的政權
- 同期存在的其他政权年号
  - 天啓（558年三月—560年二月）：南朝梁政權永嘉王蕭莊的年号
  - 大定（555年正月—562年正月）：西梁政權梁宣帝蕭詧的年号
  - 天嘉（560年正月—566年二月）：南朝陈政權陳文帝陈蒨的年号
  - 武成（559年八月—560年十二月）：北周政权周明帝宇文毓年号
  - 保定（561年正月—565年十二月）：北周政权周武帝宇文邕年号
  - 建昌：高昌政权麴寶茂年号
  - 延昌：高昌政权麴乾固年号
  - 開國（551年—568年）：新羅真興王之年號